# 葉夫雷米夫卡 (哈爾科夫州)
49°27′4″N 36°3′16″E / 49.45111°N 36.05444°E
葉夫雷米夫卡（羅馬化：Yefremivka）是位於烏克蘭東部哈爾科夫州洛佐瓦區的阿列克西伊夫卡市鎮的村莊。該村始建於1723年，面積1.44平方公里，海拔高度197米，2001年人口325，人口密度每平方公里226.3人。